# Тина Томпсон
Тина Томпсон (енгл. Tina Thompson; Лос Анђелес, 10. фебруар 1975) је бивша америчка кошаркашица која је играла у оквиру Женске националне кошаркашке асоцијације. Била је први пик у историји WNBA, изабрана од стране екипе Хјустон кометс, са којима је освојила четири WNBA шампионата. Током своје каријере освојила је два олимпијска злата и одиграла девет WNBA олстар утакмица. Томпсонова је најбољи стрелац WNBA шампионата од његовог оснивања. 2011. године од стране публике изабрана је у 15 најбољих играчица WNBA шампионата. До сезоне 2013. године играла је све сезоне WNBA такмичења у његовој историји. Њена професионална каријера почела је 22. септембра 2013. године када је заиграла за тим Ситл сторм који је изгубио од Минесоте линкс.

## Младост
Томпсонова је рођена у Лос Анђелесу, а кошарку је играла одмалена са њеним братом и његовим пријатељима. Током каријере у средњој школи Морнигсајд у Инглвуду постигла је више од 1.500 поена и забележила 1.000 скокова, а поред кошарке играла је и одбојку за школски тим. Након завршетка средње школе уписује Универзитет Јужна Каролина, где је дипломирала 1997. године. Школу и колеџ похађала је са кошаркашицом Лисом Лесли.

## Стастистика на колеџу
| Година    | Тим            | ОУ  | Поени | ПШ%   | 3П%   | СБ%  | СПУ  | АПУ | УПУ | БПУ | ППУ  |
| --------- | -------------- | --- | ----- | ----- | ----- | ---- | ---- | --- | --- | --- | ---- |
| 1993-1994 | Јужна Каролина | 30  | 427   | 49.9% | 35.7% | 64.1 | 10.5 | 0.8 | 1.3 | 0.7 | 14.2 |
| 1994-1995 | Јужна Каролина | 28  | 545   | 51.9% | 20.6  | 73.1 | 10.5 | 0.9 | 1.3 | 0.9 | 19.5 |
| 1995-1996 | Јужна Каролина | 27  | 623   | 50.7  | 31.6  | 74.2 | 9.3  | 1.6 | 1.4 | 1.1 | 23.1 |
| 1996-1997 | Јужна Каролина | 29  | 653   | 49.9  | 33.9  | 78.1 | 10.6 | 2.0 | 1.9 | 1.0 | 22.5 |
| Каријера  |                | 114 | 2248  | 50.6  | 31.7  | 73.1 | 10.2 | 1.3 | 1.5 | 0.9 | 19.7 |

## Кошарка за репрезентацију
Томпсонова је за женску кошаркашку репрезентацију први пут заиграла на Универзијади у Фукуоки, у Јапану, у августу и септембру 1995. године. Њен тим имао је пет везаних победа и један пораз. У четвртфиналној утакмици селекција Сједињених Држава победила је селекцију Југославије, а након тога у полуфиналу селекцију Русије, да би у борби за златну медаљу изгубили од селекције Италије и тако такмичење завршили као други. Томпсонова је постизала 9,9 поена по утакмици, а са 7,3 скокова по утакмици била је друга у свом тиму.
Након Светског првенства, позвана је да игра за селекцију Сједињених Држава и токон Џонс купа, 1996. године. Њен тим остварио је учинак од девет победа за редом и освојио златну медаљу у овом такмичењу. У финалном мечу против селекције Словачке имала је велики број асистенција и велику заслугу за победу. Током такмичења по утакмици постигла је просечно 9,6 поена и имала 6,2 скокова, друга најбоља у свом тиму.
Томпсонова је позвана да игра и на Светском првенству у кошарци за жене 1998. године али је због повреде пропустила да уђе у тим. Након паузе током током Светског првенства 1998. године, позвана је да игра за тим Сједињених Држава током Светског првенства у кошарци 2006. године у Бразилу. Иако је њен тим победио осам од девет утакмица, у полуфиналу су изгубили од селекције Русије, па су снаге за треће место одмерили са Бразилом, где су победом обезбедили бронзану медаљу. Током првенства, Томпсонова је постизала 14,4 поена по утакмици. У мечу против селекције Русије постигла је четири тројке из четири шута за три поена и тако оборила рекорд свог тима.
Томпсонова је такође играла за тим Сједињених Држава и на Летњим олимпијским играма 2004. године у Атини, као и на Летњим олимпијским играма 2008. године у Пекингу, а са оба такмичења вратила се са златном медаљом. 

## WNBA каријера
Томпсонова је изабрана за првог пика у првој рудни WNBA драфта 1997. године од стране тима Хјустом кометс. За тим из Хјустона заиграла је заједно са Шерил Свупс и Синтијом Купер-Дајк, са којима је освојила четири WNBA шампионата за редом од 1997-2000. године. Током њене каријере у Хјустом кометсу, освојила је олстар МВП награду 2000. године, проглашена за најбољег играча током олстар такмичења 2001. годиине, именована у Први WNBA тим три пута (1997, 1998. и 2004) и у Други WNBA тим четири пута (1999, 2000, 2001. и 2002).
Непосредно пре почетка WNBA сезоне 2015. године у мају, добила је сина Дилана Томпсона Џонса са NBA кошаркашом Дејмон Џоунсом. Након порођаја, после само два месеца наставила је своју каријеру у Хјустон кометсима. Након почетка играња после паузе због трудноће, Томпсонова је убацивала по 10,1 поена по утакмици.
Године 2006, након што се вратила у форму, забележивала је 18,7 поена по утакмици и постигла свој рекорд каријере, са 37 поена. Исте, 2006. године Хјустон кометси су играли плеј-оф где су елиминисани од стране екипе Сакраменто монархс у првој рунди.
Након истека уговора за тимом Хјустон кометс, 2008. године, Томпсонова је заиграла за тим из њеног родног града, Лос Анђелес спаркс, 2009. године, заједно са Кандас Паркер и Лисом Лесли. Наредне сезоне у августу, Томпсонова је постала најбољи стрелац WNBA шампионата свих времена. 2011. године изгласана је од стране публике, када је њено име уписано у 15. најбољих кошаркашица WNBA шампионата. У сезони шампионата 2011. године била је слободан игра, а 27. фебруара 2012. године потписала је уговор са клубом Стил сторм. 31. маја Томпоснова је обавестила јавност да ће се пензуонисати након WNBA сезоне 2013. године. Током сезоне 2013. године, тридесетосмогодишња Тина Томпсон играла је стартну поставу за Ситл сторм и бележила 14,1 поена по утакмици.
17. августа 2013. године Томпсонова је постала прва кошаркашица WNBA лиге која је постигла 7.000 поена и забележила више од 3.000 скокова, на утакмици против екипе Индијане февер, где је њен тим однео победу. Током утакмице постигла је 23 поена и забележила 7 скокова.14. септембра 2013. године одиграла је последњу утакмицу у WNBA шампионату, против екипе Тулсе шок, где је њен тим однео победу. Током тог меча одржана је велика свечана церемонија у њену част, поводом пензионисања. 2016. године награђена је од стране WNBA уписивањем њеног имена међу 20. најбољих играчица WNBA лиге.

## WNBA статистика каријере
| † | Године када је Томпсонова освојила WNBA шампионат |

### Статистика током сезоне
| Сезона   | Екипа              | ОУ  | СУ  | МПУ  | ПШ%  | 3П%  | СБ%  | СПУ | АПУ | УПУ | БПУ | ППУ  |
| -------- | ------------------ | --- | --- | ---- | ---- | ---- | ---- | --- | --- | --- | --- | ---- |
| 1997†    | Хјустон кометс     | 28  | 28  | 31.6 | 41.8 | 37.0 | 83.8 | 6.6 | 1.1 | 0.8 | 1.0 | 13.2 |
| 1998†    | Хјустон кометс     | 27  | 27  | 32.4 | 41.9 | 35.9 | 85.1 | 7.1 | 0.9 | 1.2 | 0.9 | 12.7 |
| 1999†    | Хјустон кометс     | 32  | 32  | 33.6 | 41.9 | 35.1 | 78.2 | 6.4 | 0.9 | 1.0 | 1.0 | 12.2 |
| 2000†    | Хјустон кометс     | 32  | 32  | 34.0 | 46.9 | 41.7 | 83.7 | 7.7 | 1.5 | 1.5 | 0.8 | 16.9 |
| 2001     | Хјустон кометс     | 30  | 30  | 36.7 | 37.7 | 29.3 | 84.0 | 7.8 | 1.9 | 1.0 | 0.7 | 19.3 |
| 2002     | Хјустон кометс     | 29  | 29  | 36.3 | 43.1 | 37.0 | 82.3 | 7.5 | 2.1 | 0.9 | 0.7 | 16.7 |
| 2003     | Хјустон кометс     | 28  | 28  | 34.8 | 41.3 | 34.2 | 77.9 | 5.9 | 1.7 | 0.6 | 0.8 | 16.9 |
| 2004     | Хјустон кометс     | 26  | 26  | 36.3 | 40.2 | 40.7 | 78.9 | 6.0 | 1.8 | 0.8 | 0.9 | 20.0 |
| 2005     | Хјустон кометс     | 15  | 15  | 29.3 | 41.3 | 30.0 | 76.2 | 3.8 | 1.5 | 0.8 | 0.3 | 10.1 |
| 2006     | Хјустон кометс     | 21  | 21  | 33.1 | 45.7 | 41.7 | 80.4 | 5.6 | 2.2 | 1.0 | 0.6 | 18.7 |
| 2007     | Хјустон кометс     | 34  | 34  | 36.3 | 42.0 | 40.0 | 83.4 | 6.7 | 2.8 | 0.9 | 0.7 | 18.8 |
| 2008     | Хјустон кометс     | 30  | 29  | 35.8 | 41.3 | 40.6 | 85.9 | 6.9 | 2.2 | 1.1 | 0.7 | 18.1 |
| 2009     | Лос Анђелес спаркс | 34  | 34  | 34.8 | 38.5 | 36.9 | 86.7 | 5.9 | 2.3 | 0.8 | 0.7 | 13.0 |
| 2010     | Лос Анђелес спаркс | 33  | 33  | 33.2 | 4.46 | 35.2 | 87.2 | 6.2 | 1.8 | 1.2 | 0.7 | 16.6 |
| 2011     | Лос Анђелес спаркс | 34  | 33  | 25.0 | 38.6 | 33.9 | 83.3 | 4.6 | 1.1 | 1.2 | 0.7 | 9.9  |
| 2012     | Ситл сторм         | 29  | 5   | 19.0 | 44.2 | 42.7 | 83.3 | 3.4 | 0.5 | 0.5 | 0.8 | 8.9  |
| 2013     | Ситл сторм         | 34  | 34  | 28.7 | 41.0 | 37.0 | .874 | 5.8 | 1.1 | 0.5 | 0.6 | 14.1 |
| Каријера | 17 година, 3 тима  | 496 | 470 | 32.4 | 41.8 | .371 | 83.2 | 6.2 | 1.6 | 0.9 | 0.8 | 15.1 |

### Плеј-оф
| Сезона   | Екипа              | ОУ | СУ | МПУ  | ПШ%  | 3П%  | СБ%  | СПУ | АПУ | УПУ | БПУ | ППУ  |
| -------- | ------------------ | -- | -- | ---- | ---- | ---- | ---- | --- | --- | --- | --- | ---- |
| 1997†    | Хјустон кометс     | 2  | 2  | 37.0 | 42.9 | 40.0 | 60.0 | 9.0 | 1.5 | 1.0 | 0.5 | 13.0 |
| 1998†    | Хјустон кометс     | 5  | 5  | 37.2 | 40.8 | 35.0 | 91.7 | 9.2 | 1.2 | 1.4 | 0.8 | 11.6 |
| 1999†    | Хјустон кометс     | 6  | 6  | 34.7 | 36.8 | 37.5 | 76.2 | 5.0 | 0.7 | 0.8 | 1.2 | 11.2 |
| 2000†    | Хјустон кометс     | 6  | 6  | 38.8 | 40.3 | 39.1 | 94.4 | 8.0 | 1.7 | 0.8 | 0.8 | 12.7 |
| 2001     | Хјустон кометс     | 2  | 2  | 34.0 | 55.0 | 60.0 | 80.0 | 6.0 | 3.5 | 0.5 | 0.0 | 14.5 |
| 2002     | Хјустон кометс     | 3  | 3  | 42.7 | 36.4 | 33.3 | 70.0 | 8.0 | 1.3 | 2.0 | 1.0 | 14.3 |
| 2003     | Хјустон кометс     | 3  | 3  | 35.3 | 39.1 | 23.1 | 85.7 | 4.7 | 1.7 | 0.7 | 2.0 | 15.0 |
| 2005     | Хјустон кометс     | 5  | 5  | 33.6 | .491 | .300 | .714 | 5.6 | 1.2 | 0.4 | 1.2 | 13.8 |
| 2006     | Хјустон кометс     | 2  | 2  | 31.5 | 38.1 | 40.0 | 91   | 2.5 | 1.5 | 1.0 | 0.5 | 13.5 |
| 2009     | Лос Анђелес спаркс | 6  | 6  | 36.3 | 37.8 | 46.2 | 95.8 | 7.0 | 2.8 | 0.8 | 0.7 | 15.2 |
| 2010     | Лос Анђелес спаркс | 2  | 2  | 39.0 | 33.3 | 28.6 | 94   | 6.0 | 3.0 | 1.5 | 2.0 | 17.0 |
| 2012     | Ситл сторм         | 3  | 0  | 17.0 | 36.4 | 33.3 | 50.0 | 6.7 | 0.0 | 0.0 | 0.0 | 7.0  |
| 2013     | Ситл сторм         | 2  | 2  | 32.6 | 42.3 | 000  | 50.0 | 8.5 | 0.0 | 1.0 | 0.0 | 11.5 |
| Каријера | 13 година, 3 тима  | 47 | 44 | 35.0 | 40.3 | 35.5 | 83.8 | 6.7 | 1.5 | 0.9 | 0.9 | 13.0 |

## Интернационална каријера
Томпсонова је са репрезентацијом Сједињених Држава освојила је златну медаљу на Летњим олимпијским играма 2008. године у Пекингу и на Летњим олимпијским играма 2004. године у Грчкој. Добијала је позив да игра за репрезентацију на Летњим олимпијским играма 1998. и Летwe олимпијске игре 2002. године|2002. године, али због повреда није могла да се прикључи тиму.
Током своје каријере играла је и у другим лигама. За време WNBA сезоне 2011. године, играла је за клуб Роверето из Италије, а 2003. године за клуб Кумхо фалконс из Јужне Кореје.
18. марта 2015. године на Универзитету Тексас била је помоћни тренер Лонгхорн женског кошаркашког тима и тако почела са тренерском каријером.

## Кошарка ван Сједињених Држава
- 2001–2002:  Италија - Реверто
- 2003:  Јужна Кореја - Инчеон фалконс
- 2005–2006:  Јужна Кореја - Чеонан кокмин
- 2006–2007:  Русија - Спартак Москва
- 2010:  Румунија - Муниципиал МЦМ
- 2012–2013:  Јужна Кореја - Чунчеон вори
- 2013–2014:  Јужна Кореја - Гури КДБ